# Knut Østby
Knut Østby (Modum, Buskerud, 12 de novembro de 1922 — Bærum, Akershus, 6 de agosto de 2010) foi um canoísta norueguês especialista em provas de velocidade.

## Carreira
Foi vencedor da medalha de prata em K-2 10000 m em Londres 1948, junto com o colega de equipa Ivar Mathisen.